# Karin Foley
Karin Foley (1960) és una actriu britànica. Va aparèixer com Helena (filla de Drusus el Jove) en Jo, Claudi, com Debbie Bowen a Tenko i com Pansy Potter a A Horseman Riding By.